# Lugosi Fodor András
Lugosi Fodor András (? – 1859. július 30.) vármegyei főorvos, táblabíró.

## Munkássága
1810–14 között Szolnok-Doboka vármegye orvosa, majd Hunyad vármegye főorvosa volt; emellett Doboka és Hunyad megye, illetve Csík-, Gyergyó- és Kászonszékek táblabírája volt. A komoly elméleti és gyakorlati tudást eláruló, hatalmas mennyiségű szakirodalmat felsoroló Szülést segítő tudomány és mesterség című műve a második magyar nyelvű szülészeti könyv (az első Zsoldos János: Aszszonyorvos című 1802-ben megjelent műve). Orvosi tevékenysége mellett foglalkozott epidemiológiával, balneológiával és archeológiával is, de szervezett műkedvelő színházi előadásokat is. 
Az erdélyi ókori dák és római leletek kutatójaként számos Hunyad megyei helyszínt bejárt. Első ilyen utazása Hunyad megyén keresztül Mehádia és Herkulesfürdő volt; tapasztalatairól írt tanulmányai részben a kor folyóirataiban jelentek meg, részben kéziratban maradtak. Kemény Józsefnek küldött leveleit Ferenczi Sándor adta ki.

## Nyomtatásban megjelent művei
- Szülést segítő tudomány és mesterség, Pest, 1817. Két kötet.
- Leirása azon járvány cholera nyavalyának, a mely Hunyadvármegyében 1831. eszt. július 27-én ütött ki. Pest, 1832.
- Gyüjteménye némely marosnémeti és veczeli határon kiásott római sir- és emlékköveknek, melyek jelenleg a marosnémeti kertben felállítvák. A rajzolatokat hozzáadta Stettner Vilmos. Kolozsvár, 1844. (19 kőnyom. táblával.)
- Mehádia vagy a Hercules-fürdők és utazás Hunyadmegyén keresztül a mehádiai fürdőkre, onnan Drenkovára… hozzáadásokkal kivonatban Schwarzott szerint irta. Kolozsvár, 1844. Öt képpel.

## Kéziratai
- Erdély régiségeiről (Különböző címek alatt magyar és német nyelven fogalmazott dolgozatok)
- Führer für Freunde vaterländischer Alterthümer in verschiedenen Theilen und Ortschaften Siebenbürgens
- 16 levele gróf Kemény Józsefhez (1814–53)
- Levele Kurz Antalhoz (1847)
- Nagyon gondolok! (A virtus ösvényén lévőknek vigasztalásokra, az arra indulóknak bátorításokra; az abból eltévedteknek megszoktatásokra), cenzúrai példány 1817. febr. 22.
- Levele Horvát Istvánhoz, Déva 1828. aug. 14.

## Cikkei
- Rövid szemle evang. ref. közoktatóink körül és még valami (Mult és Jelen, 1845. 47. sz.)
- Váraljai hegytetőn álló rom régisége (Mult és Jelen, 1846. 38. 39. sz.)
- A hunyadmegyei fürdők mostani állása (Mult és Jelen)
- Értekezik a megyéjebeli ásványvizek mivoltáról, egyszersmind egy vegytartalmú jegyzéket is adván be, abbeli kisérleteiről (Magyar orvosok munkálatai V., 1845)
- Utazás nemes Hunyadvármegyében régiségek kinyomozása végett (Hon és Külföld, 1847)
- A Hunyad vármegyében található dák és római régiségeket tárgyazó rajzos munkája (Magyar Akadémiai Értesítő, 1847)
- Értekezés a pénz felett (Hölgyfutár, 1853)